# John Boteler (1er baron Boteler de Brantfield)
John Boteler, 1er baron Boteler de Brantfield (vers 1566 - 27 mai 1637), est un homme politique anglais qui siège à la Chambre des communes de 1625 à 1626. Les Butler de Hertfordshire revendiquent d'être descendants de Ralph Le Boteler, majordome de Robert Ier de Meulan, comte de Meulan et comte de Leicester du temps de Henri Ier. Au XVe siècle, ils sont déjà installés à Watton depuis un certain temps .

## Biographie
Il est le fils et l'héritier de Sir Henry Boteler de Hatfield Woodhall et de Brantfield, Hertfordshire, et de sa première femme, Catharine, fille de Robert Waller, de Hadley, Middlesex. Il est fait chevalier à Greenwich en juillet 1607 et succède à son père le 20 janvier 1609, âgé de 43 ans. Il est créé baronnet de Hatfield Woodhall le 12 avril 1620. En 1625, il est élu député du Hertfordshire. Il est réélu député de Hertfordshire en 1626  Il est créé baron Boteler de Brantfield, co. Hertford, le 30 juillet 1628 .
Il épouse, avant 1609, Elizabeth Villiers, fille de Sir George Villiers, de Brokesby, co. Leicester, demi-sœur de George Villiers (1er duc de Buckingham) . Ils ont deux fils et six filles.
- Audrey, qui épouse Francis Leigh (1er comte de Chichester) [3]
- Helen (décédée le 2 octobre 1666) ou Eleanor, mariée le 18 mai 1616 à Sir John Drake, de Ash, Devon, petit-fils de Sir Bernard Drake (en) et mère de Sir John Drake (1er baronnet) et grand-mère maternelle de John Churchill (1er duc de Marlborough)
- Jane (décédée en 1672), qui épouse d'abord James Ley (1er comte de Marlborough) et ensuite William Ashburnham
- Anne, qui épouse Mountjoy Blount, 1er comte de Newport
- Sir Henry Boteler, favori de son oncle, le duc de Buckingham, meurt avant son père. En 1617, il est envoyé avec un tuteur en Espagne "pour le guérir de la maladie de l'alcool"
- William Boteler, 2e baron Boteler de Brantfield, qui est trouvé "pour avoir été un idiot de sa naissance" et meurt non marié en 1647, les titres s'éteignent alors
- Olivia (décédée le 13 décembre 1663), qui est une dame d'honneur de la reine Henriette Marie [4] et qui épouse Endymion Porter (en), le valet de la chambre à coucher et mécène d'Antony Van Dyke
- Mary, qui épouse Edward Howard (1er baron Howard d'Escrick)

Boteler décède le 27 mai 1637 à St. Martin's-in-the-Fields, à l'âge de 71 ans environ, et est enterré à Higham Gobion, Bedfordshire. Son fils, William, lui succède .